# Муслимов, Шабан Салихович
Шаба́н Са́лихович Мусли́мов (лезг. Шабан Салигьан хва Муслимов; род. 19 ноября 1971, Махачкала) — российский кинорежиссёр, сценарист и продюсер, капитан команды КВН «Махачкалинские бродяги». Руководитель продакшн-компании «Russian Pictures». Заслуженный работник культуры республики Дагестан.

## Биография
Родился 19 ноября 1971 года в Махачкале. По национальности лезгин. Окончил СШ № 17 города Махачкалы. Окончил исторический факультет Дагестанского государственного университета. Во время учёбы вместе с Андреем Галановым создал команду Махачкалинские бродяги. Был капитаном этой команды. В 1993 году окончил университет. В 1996 году возглавляемая Муслимовым команда «Махачкалинские бродяги» стала чемпионом Высшей лиги КВН. После победы в финале Высшей лиги КВН Муслимов получил звание заслуженного работника культуры республики Дагестан. Был одним из постоянных ведущих телепередачи «КВН-ассорти». Играл за сборную СНГ. Работал редактором Межрегиональных лиг КВН.

## Телевизионная деятельность
С 1997 года живёт в Москве, где занимается телевизионной деятельностью. В 2006 году окончил ВГИК по специальности «режиссура игрового кино».
Создал агентство сценаристов «Гильдия авторов». В 2008 году в агентстве трудилось до 60 авторов. «Гильдия авторов» которое участвовала в таких проектах, как «Простые истины» (РТР), «Возвращение Мухтара» (РТР), «Моя прекрасная няня» (СТС), «Счастливы вместе» (ТНТ). На счету авторов агентства — десятки сценариев телепередач («ОСП-студия», «Фабрика звёзд», «Второе дыхание»), церемоний («ТЭФИ», «Ника»), фестивалей и т. д.
Шабан Муслимов является автором и редактором КВН, автором и креативным продюсером многих телепередач и телесериалов, а также автором сценария и режиссёром-постановщиком российского телесериала «Счастливы вместе»с. Также известен как соавтор сценария к новогоднему детективу Сергея Борчукова «Новогодняя засада».
В 2010 году на канале «РЕН ПИЛОТ» вышел сатирический скетчком «Дураки, дороги, деньги», одним из режиссёров которого стал Шабан Муслимов. Также Муслимов сыграл в этом скетчкоме несколько ролей.
В 2016 году стал участником программы «Деньги. Sex. Радикулит» на канале «Че».

## Личная жизнь
Супруга — Нина Муслимова, профессиональный драматург и телепродюсер. По образованию филолог, учитель русского языка и литературы. Дочь от первого брака училась во ВГИКе на продюсера. Шабан и Нина имеют двух совместных детей (сына и дочь). Нина является соавтором сериала Дружба народов. По словам супругов, создавая сценарий Дружбы народов, они писали о себе. Сюжет сериала вызвал неоднозначную реакцию со стороны лезгин. По словам одного из представителей национального лезгинского движения «Садвал» Руслана Магомедкеримова, сериал формирует ложное представление о лезгинах. Телеканалу ТНТ даже была отправлена петиция с подписями телезрителей с требованием закрыть сериал.

## Фильмография

### Режиссёрские работы
- Дружба народов (2013)
- Лицемерие (2010)
- Дедушка моей мечты 2 (2006)
- Счастливы вместе (2006—2013)
- Букины (2023—2025) (2 сезон)

### Сценарные работы
- БиМ (второй сезон)
- Мастер (2021)
- Близнец (2020)
- Дружба народов (2013)
- Новогодняя засада (2008)
- Счастливы вместе (2006—2013)
- Большие девочки (2006)
- 33 квадратных метра (1997—2005)

### Продюсерские работы
- Дружба народов (2013)